# Moisés Davia
Moisés Davia Soriano (Chinchilla de Montearagón, 1922-Madrid, 1994) fue un director de bandas de música y compositor de obras para banda, coro y orquesta.
Comenzó estudiando música en su pueblo natal y consolidó su formación musical en el Real Conservatorio de Música de Madrid. Dirigió, entre otras, las bandas de música de Casas-Ibáñez, Santiago de Compostela, Jerez de la Frontera y Alicante, llegando a ser en 1979 director de la Banda Sinfónica Municipal de Madrid.
Algunas de sus composiciones más destacadas son Rapsodia Manchega, La cueva Cristalina, Plegaria a la Santa Faz, Coronación de Espinas, Himno de Chinchilla, Himno de Denia, Himno de Santa Pola, Hoguera de Maisonnave, Hoguera de Calvo Sotelo, Noches Crevillentinas, y Boda Alicantina.

## Biografía

### Primera etapa: estudios y formación (1922-47)
Moisés Davia Soriano nació en Chinchilla de Montearagón (Albacete) el 16 de febrero de 1922. Comenzó sus estudios con el director de la Banda de Chinchilla, Rafael Soria, incorporándose más tarde a esta banda con el saxofón alto, desempeñando el papel de solista con doce años de edad. En 1940 obtuvo el número en las oposiciones para músico de la Banda de Aviación, como saxofón contralto. Esto le permitió comenzar su carrera musical en el Real Conservatorio de Música de Madrid donde estudió solfeo, piano armonía, historia, estética, folclore, composición y transposición, con excelentes calificaciones. Obtuvo diploma de primera clase en solfeo, armonía y composición.
Perfeccionó sus estudios de composición con Jesús Guridi, Victorino Echevarría, Octavio Forns, Julio Gómez, Martín Gil, Conrado del Campo y Ricardo Dorado. Estudió dirección de orquesta con Volker Wangenheim y Herman Scherchen. También recibió clases de dirección de orquesta de Modesto Rebollo, entonces director titular de la Banda de Aviación. Por estas fechas el joven Davia ya se iniciaba en la composición con sus primeras obras, Mi Gitana Chula y Sangre Española.

### Los comienzos como Director (1947-55)
Tras licenciarse en el ejército, en 1947 se trasladó a Orense donde le ofrecieron la dirección de una banda de música formada por Alongos y Untes, dos aldeas de la provincia. La banda estaba formada por unos cincuenta músicos, la mayoría de ellos profesionales procedentes de circos nacionales e internacionales. La dirección de esta Banda fue su primer trabajo como director.

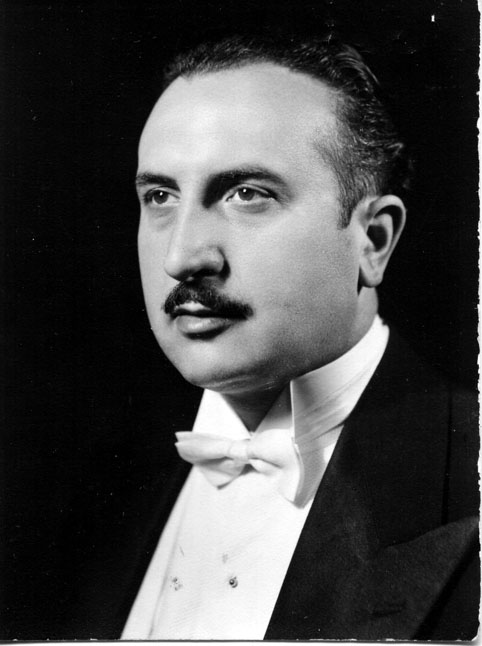
Moisés Davia, 1958

Ese mismo año le ofrecieron la dirección de la Banda Municipal de Monterroso, en Lugo, plaza que pasó a ocupar. En tan solo ocho meses, organizó una agrupación que fue la sorpresa de un certamen de Bandas organizado en Lugo, alcanzando un notable triunfo popular.
En 1948 obtuvo el número uno en las oposiciones al desaparecido Cuerpo de Directores de Bandas Civiles de Música de Segunda Categoría entre noventa y dos aspirantes de toda España, convirtiéndose en el director más joven que obtenía plaza en estas oposiciones.
En enero de 1949, mediante concurso de méritos, tomó posesión como director de la Banda de Música de Casas-Ibáñez (Albacete), eligiendo esta localidad por estar próxima a su pueblo natal. Durante este periodo estuvo preparándose para las oposiciones al Cuerpo de Directores de Primera Categoría.
En esta etapa compuso obras como Himno a Chinchilla', la obertura La Cueva Cristalina y Rapsodia Manchega nº 1, todas ellas estrenadas con la Banda de Casas-Ibáñez.
En 1953 aprobó las oposiciones al Cuerpo de Directores de Bandas Civiles de Primera Categoría, obteniendo el número tres. Esto le permitió en enero de 1954 tomar posesión de su nueva plaza como director de la banda de Santiago de Compostela. Durante esta etapa en Galicia dirigió también la Coral Compostelana, instrumentó el Himno del Apóstol para Banda, y ejerció de crítico musical en los diarios La Noche y El Correo Gallego. Un año después le ofrecieron dirigir la Banda Municipal de Jerez de la Frontera, cargo que aceptó debido sobre todo al clima y a las mejores condiciones económicas que le ofrecían.

### Jerez de la Frontera (1955-62)
En enero de 1955 Moisés Davia tomó posesión de la Banda Municipal de Jerez de la Frontera, relevando a Germán Álvarez Beigbeder. En tan solo unos meses reorganizó la banda y formó un coro presentándolo en la Iglesia de San Miguel con el Miserere de Eslava. Posteriormente y debido al éxito obtenido se repuso el mismo concierto en el Teatro Villamarta de Jerez.

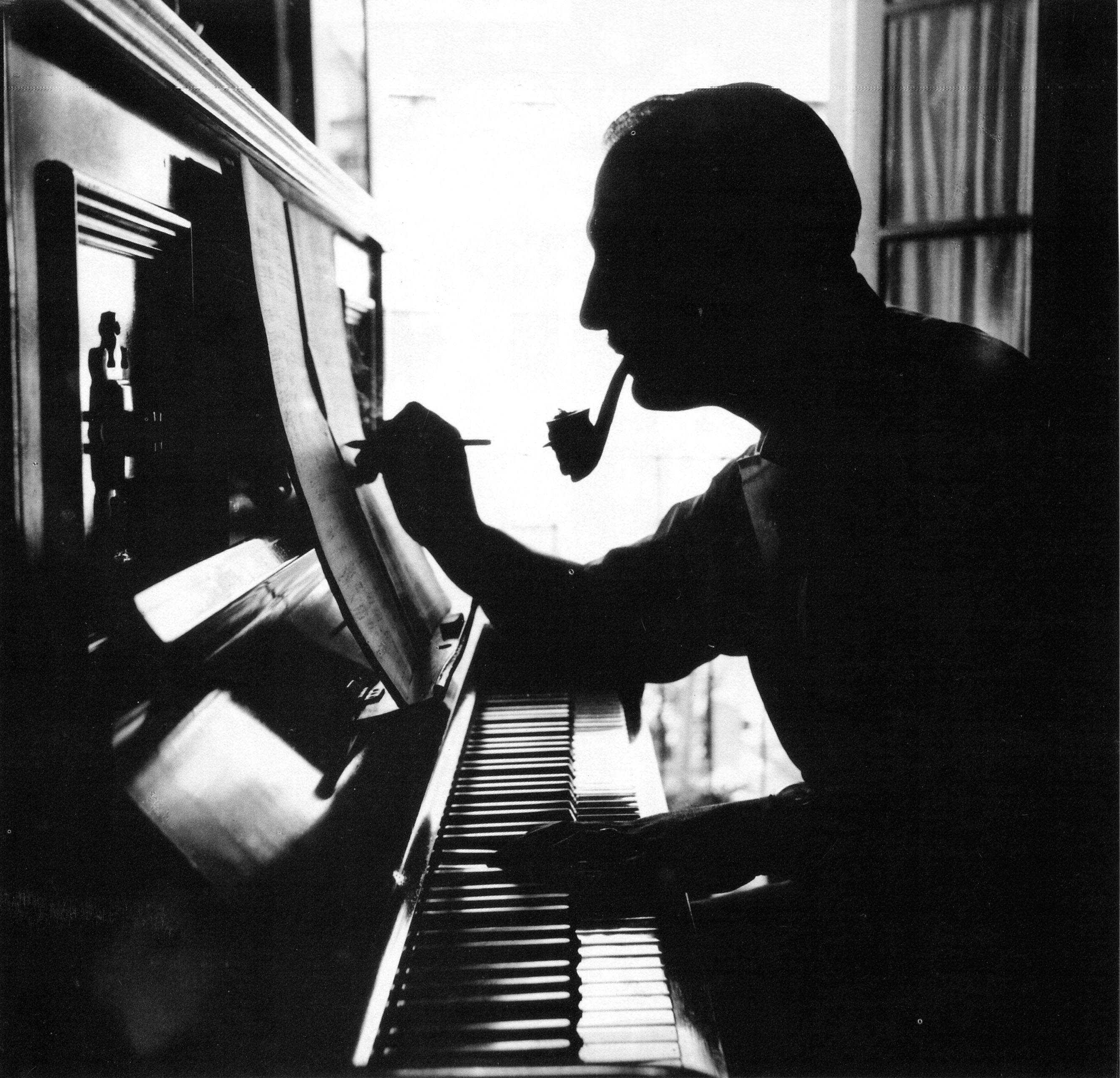
Componiendo en Jerez, 1959

Más tarde y debido al éxito de la Banda, el maestro Davia fundó la Orquesta Sinfónica de Jerez de la Frontera, la cual en su presentación en el Teatro Villamarta causó una gran expectación al comprobar el público que todos los músicos eran del mismo Jerez. El éxito de la Orquesta Sinfónica fue rotundo, y en poco tiempo fundó la Escuela de Municipal de Música de Jerez de la Frontera, que más tarde se convirtió en Conservatorio, consiguiendo subvenciones para la orquesta y el coro.
Por su labor musical, Moisés Davia Soriano fue nombrado académico de número de la Real Academia San Dionisio de Ciencias, Artes y Letras de Jerez de la Frontera. Poco más tarde también fue nombrado Caballero de la Orden del Tío Pepe de Oro, medalla que le fue impuesta el 9 de junio de 1959. En esta etapa ejerció de crítico musical en los diarios Ayer y La Voz del Sur, de Jerez.
Durante su estancia como Director en Jerez, compuso numerosas obras como el Himno a la Vendimia de Jerez, Himno de la Orquesta y Coro de Jerez, Uvas de Jerez, Caballero Andaluz, y la marcha de Semana Santa Coronación de Espinas, interpretada hoy en día durante la Semana Santa de Jerez. Todas estas obras fueron estrenadas e interpretadas por la Orquesta Sinfónica y el Orfeón de Jerez.
Tras siete años de intensa actividad en Jerez de la Frontera ganó la plaza de director de la Banda Municipal de Alicante, tomando posesión del cargo en enero de 1962.

### Alicante (1962-79)

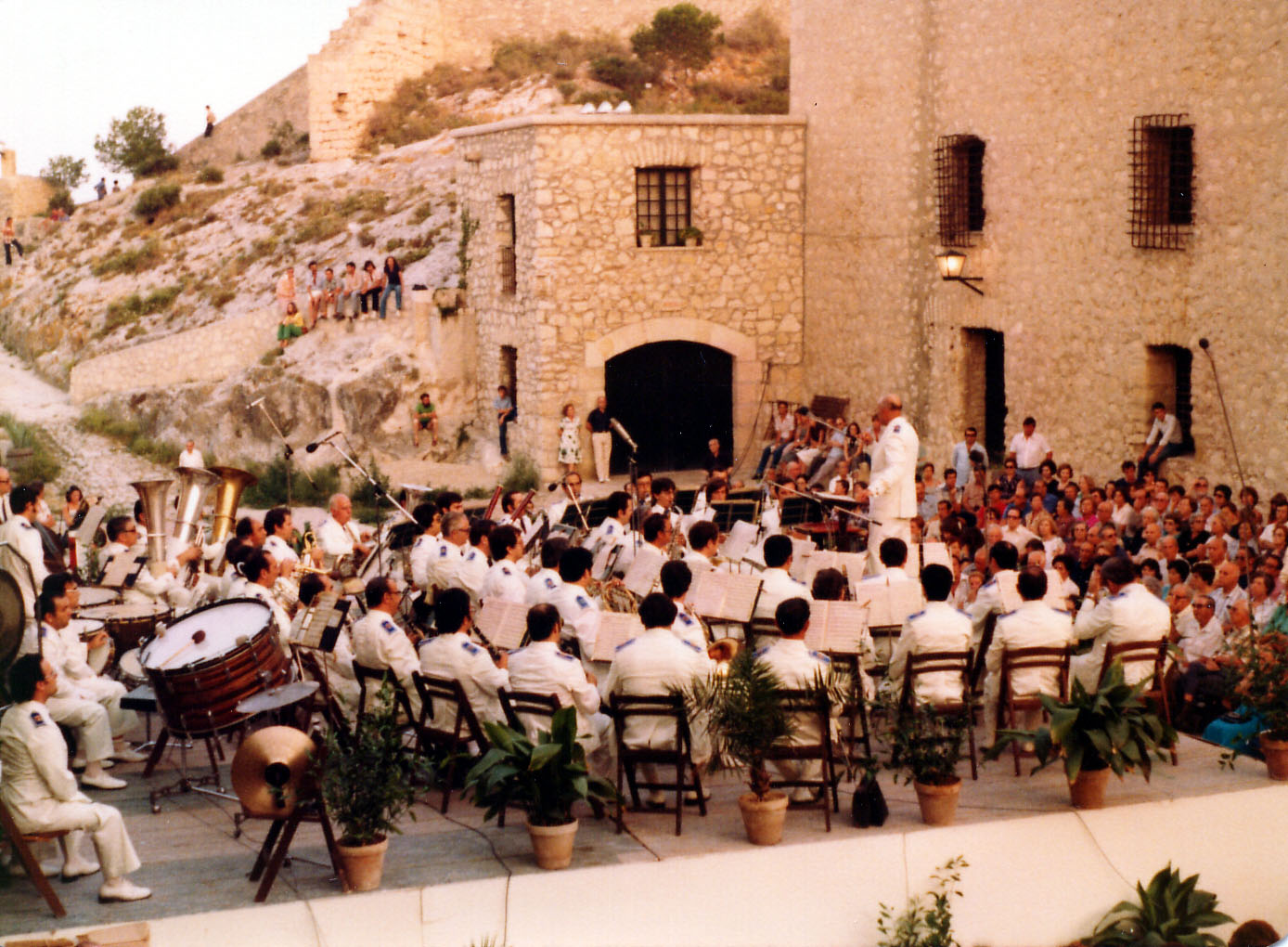
Banda Municipal de Alicante, 1977

En enero de 1962 Moisés Davia llegó a Alicante para ocupar la plaza de director de la Banda Municipal. Con la experiencia adquirida en Jerez, pidió la colaboración de los músicos de cuerda de Alicante y provincia y en poco tiempo presentó a las autoridades una Orquesta Filarmónica en los Salones del Ayuntamiento de Alicante. Pese a la buena acogida de la orquesta por parte del público, no se llegó a apoyar del todo a la orquesta y sólo se mantuvo durante cuatro años con escasa ayuda municipal y sobre todo impulsada por el amor al arte de sus componentes.
En esta etapa también dirigió y condujo a su máximo apogeo a la Coral Crevillentina, con la que grabó varios discos. Con esta coral realizó giras de conciertos por toda España y el extranjero, obteniendo numerosos premios en certámenes de los que destaca el primer premio en el II Certamen Nacional de Agrupaciones de Corales celebrado en Toledo en 1976. Además el maestro Moisés Davia obtuvo el Premio Especial José de Sanmillán a la mejor dirección de masas de corales de España.
Con la Coral Crevillentina organizó durante muchos años representaciones de ópera en Elda (Alicante), en las que participaron figuras tan relevantes como Plácido Domingo, Monserrat Caballé o Pedro Lavirgen. Colaboró como crítico musical en el diario Información de Alicante y realizó artículos para diversas revistas como Hogueras de San Juan y Pueblos Alicantinos, así como para la revista Música y Pueblo, de la Federación Valenciana de Sociedades Musicales.
Durante su estancia en Alicante compuso numerosas obras relacionadas con las Fiestas de Hogueras, como Boda Alicantina, Hoguera de Calvo Sotelo, el arreglo e instrumentación de la canción popular Serra de Mariola, y obras para coro y banda como Crepúsculo, Plegaria a la Santa Faz y el villancico El Niño Pobre, todas estas estrenadas por la Coral Crevillentina. También durante esta época compuso algunos himnos dedicados como el Himno a Denia, Himno de la Orden de la Dama de Elche o el Himno a Santa Pola.
En 1979 quedó vacante la plaza de director de la Banda Municipal de Madrid. Moisés Davia llevaba 18 años afincado en Alicante y gozaba de gran estabilidad, reconocimiento porofesional y apoyo por parte del público y de las autoridades. Aun así, alentado por el gran salto que podría significar culminar su carrera profesional dirigiendo la banda de música más importante del país, decidió presentarse a la convocatoria.

### Madrid (1979-85)

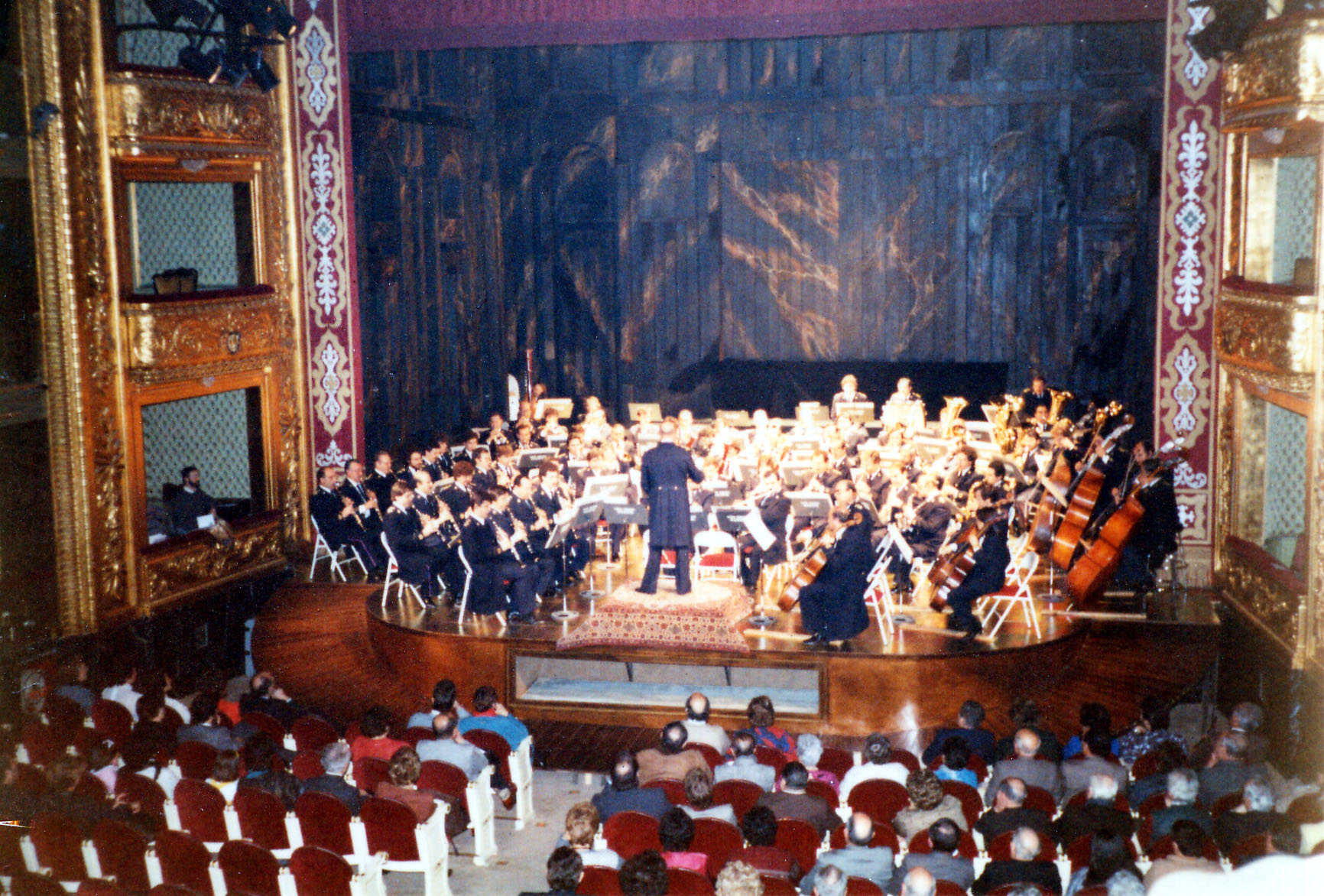
Concierto de despedida de Moisés Davia como director de la Banda Sinfónica Municipal de Madrid en el Teatro Español de Madrid, 1985

Cuando el jurado en Madrid vio el historial como director de Moisés Davia, fue nombrado por unanimidad Director de la Banda Municipal de Madrid. Se celebró un concierto de presentación en el Centro Cultural de la Villa, al que acudieron numerosos amigos y aficionados, así como vecinos de Casas Ibáñez y otros lugares donde el maestro Davia ejerció de director.
Durante su etapa como director, el Maestro Davia dignificó a la banda y propuso a las autoridades que fuera reconocida como Banda Sinfónica Municipal, hecho que fue ratificado en marzo de 1984. También ejerció de articulista en el diario ABC y fue corresponsal y admirado colaborador de la revista Ritmo. Hizo colaboraciones en el Boletín del Colegio Oficial de Directores de Bandas Civiles, del cual llegó a ser presidente durante en 1984. Ese mismo año fue nombrado Castelano-Manchego del Año por la Casa de Castilla-La Mancha en Madrid.
Durante este periodo compuso Diálogo de Saxofones, obra de carácter contemporáneo estrenada por la Banda de Saxofones de Madrid. 
La etapa de Madrid supuso seis años de intenso trabajo y actividad musical. En 1985 llegó su jubilación y como despedida se celebró en el Teatro Español un concierto extraordinario, en el que Davia estrenó su obra para coro y orquesta Canto a Madrid, homenaje suyo a esta ciudad y a su banda de música.

### Jubilación en Alicante (1985-94)

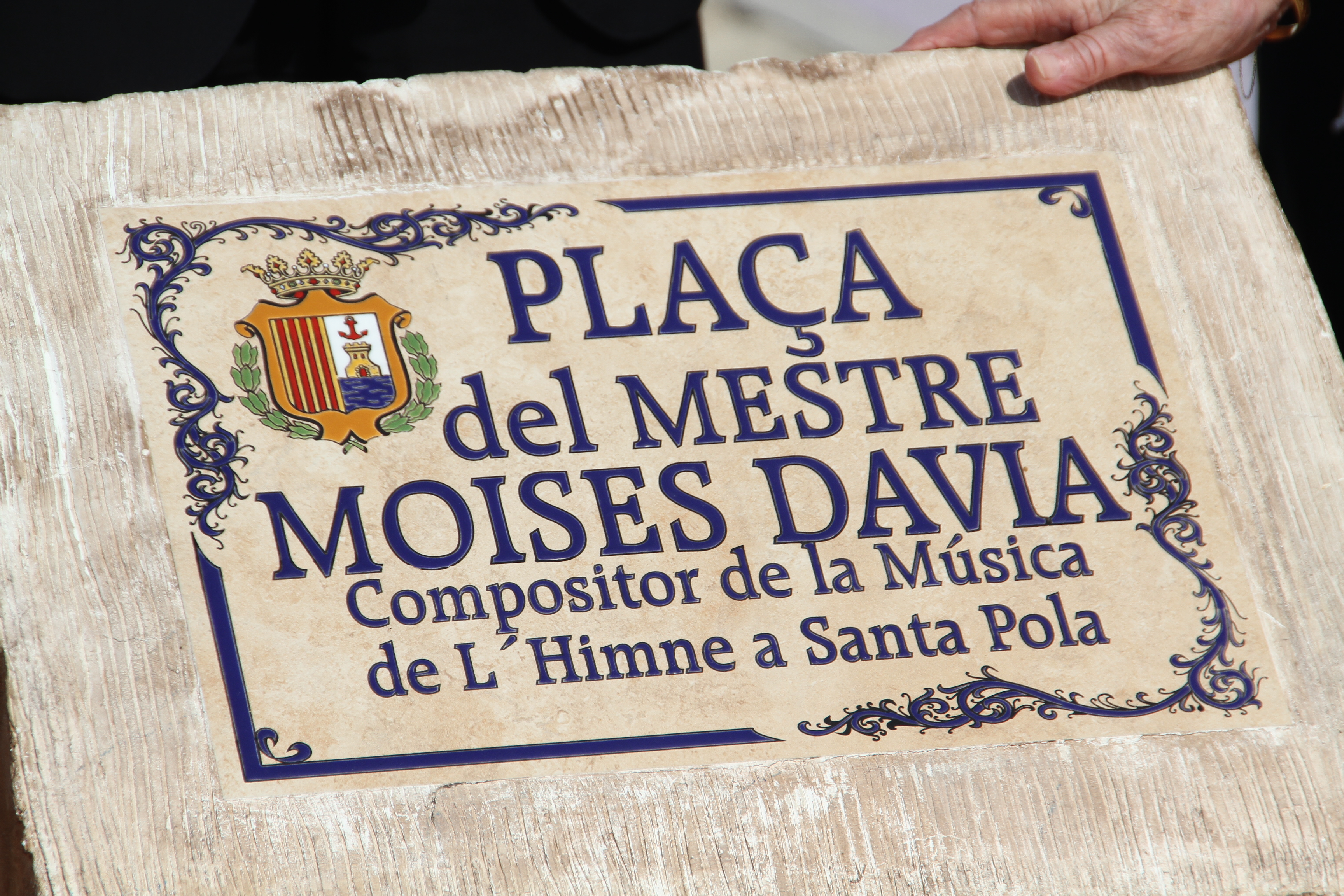
Plaza Moisés Davia en Santa Pola (Alicante)

Tras la jubilación, Moisés Davia regresó a Alicante donde residía gran parte de su familia. Durante estos años siguió componiendo y realizando algunas actuaciones como director invitado, también recibió algunos homenajes a su trayectoria profesional.
En 1986 compuso el pasodoble para banda y coro Maribel Atienzar, dedicado a la torera del mismo nombre, el cual fue estrenado por el mismo Davia con la Banda Sinfónica Municipal de Albacete.
En 1992 compuso el pasodoble Hoguera de Maisonnave, compuesto en honor a la Hoguera de su barrio en Alicante, el cual estrenó como director invitado de la Banda Sinfónica Municipal de Alicante en mayo de 1993.
En 1994, con motivo del 85 aniversario de la Banda Municipal de Madrid, fue invitado por el Ayuntamiento para el concierto extraordinario que dirigía Enrique García Asensio en el Centro Cultural de la Villa el día 14 de noviembre. Pero Moisés Davia fallecía en Madrid la noche anterior, el 13 de noviembre de 1994. Durante este concierto se guardó un minuto de silencio en su memoria.

### Reconocimientos y homenajes (1994-actualidad)
Tras su fallecimiento recibió numerosos homenajes en los distintos sitios donde ejerció de director, así como los nombramientos de Hijo Adoptivo de Alicante, Santa Pola y su pueblo natal. Sus obras son interpretadas habitualmente por Bandas y Coros de toda España, y ha sido motivo de homenajes mediante conciertos-aniversario de las Bandas que dirigió.
Actualmente existen calles y plazas dedicadas al maestro Moisés Davia en Alicante, Santa Pola, Chinchilla y Casas-Ibáñez.
En 2022, con motivo del centenario de su nacimiento, se realizaron varios conciertos homenaje en Alicante y Chinchilla. En 2022 se le puso su nombre la escuela municipal de música de Chinchilla, que desde entonces pasó a llamarse "Escuela Municipal de Música Moisés Davia".

## Composiciones
Como compositor, Moisés Davia es autor de alrededor de medio centenar de obras para orquesta, banda, coros, piano, música de cámara, cuartetos de saxofones, himnos de localidades y hogueras, pasodobles, villancicos, marchas de Semana Santa, etc. Algunas de las más destacadas son:
- 1946 Mi Gitana Chula (pasodoble)
- 1949 Himno a Chinchilla (obra para banda y coro)
- 1952 La cueva Cristalina (poema sinfónico)
- 1954 Rapsodia Manchega (obertura)
- 1959 Coronación de Espinas (marcha de Semana Santa)
- 1964 El Niño Pobre (villancico)
- 1967 Noches Crevillentinas (habanera)
- 1967 Plegaria a la Santa Faz (obra para banda y coro)
- 1967 Boda Alicantina (pasodoble)
- 1973 Himno a Denia (obra para banda y coro)
- 1974 Himno a Santa Pola (obra para banda y coro)
- 1979 Hoguera de Calvo Sotelo (pasodoble)
- 1980 Diálogo de Saxofones (obra para viento metal)
- 1985 Canto a Madrid (obra para banda y coro)
- 1986 Maribel Atienzar (pasodoble)
- 1989 Paz y Aflicción (marcha de Semana Santa)
- 1992 Hoguera de Maisonnave (pasodoble)